# Bisbat de Takamatsu
El bisbat de Takamatsu (japonès: カトリック高松教区, llatí: DioecesisTakamatsuensis) és una seu de l'Església Catòlica al Japó, sufragània de l'arquebisbat d'Osaka. El 2014 tenia 4.539 batejats sobre una població de 3.991.819 habitants. Actualment està regida pel bisbe John EijiroSuwa.

## Territori
La diòcesi comprèn les prefectures d'Ehime, Kagawa, Kochi i Tokushima, a l'illa de Shikoku.
La seu episcopal és la ciutat de Takamatsu, on es troba la catedral de l'Assumpció de Santa Maria Verge.
El territori s'estén sobre 18.803  km², i està dividit en 26 parròquies.

## Història
La prefectura apostòlica de Shikoku va ser erigida el 27 de gener de 1904 mitjançant el decret Cum in comitiis de Propaganda Fide, prenent-se el territori de l'arquebisbat d'Osaka.
El 13 de setembre de 1963, per efecte de la butlla del Papa Pau VI, la prefectura apostòlica va ser elevada a diòcesi i assumí el seu nom actual.

## Cronologia episcopal
- Joseph Maria Álvarez, O.P. † (26 de febrer de 1904 - 1931 renuncià)
- Modesto Pérez, O.P. † (1935 - 1940 renuncià)
- Franciscus Xaverius Eikichi Tanaka † (13 de setembre de 1963 - 1977 jubilat)
- Joseph Satoshi Fukahori † (7 de juliol de 1977 - 14 de maig de 2004 jubilat)
- Francis Xavier Osamu Mizobe, S.D.B. † (14 de maig de 2004 - 25 de març de 2011 jubilat)
- John Eijiro Suwa, des del 25 de març de 2011

## Estadístiques
A finals del 2014, la diòcesi tenia 4.539 batejats sobre una població de 3.991.819 persones, equivalent al 0,1% del total.
| any  | població | població  | població | sacerdots | sacerdots       | sacerdots       | sacerdots             | diaques | religiosos | religiosos | parròquies |
| ---- | -------- | --------- | -------- | --------- | --------------- | --------------- | --------------------- | ------- | ---------- | ---------- | ---------- |
| any  | batejats | total     | %        | total     | clergat secular | clergat regular | batejats por sacerdot | diaques | homes      | dones      |            |
| 1950 | 1.300    | 4.000.000 | 0,0      | 16        | 1               | 15              | 81                    |         | 3          | 14         | 10         |
| 1970 | 5.316    | 3.937.319 | 0,1      | 46        | 7               | 39              | 115                   |         | 40         | 90         | 28         |
| 1980 | 5.236    | 4.144.704 | 0,1      | 49        | 6               | 43              | 106                   |         | 44         | 104        | 27         |
| 1990 | 5.337    | 4.220.971 | 0,1      | 43        | 11              | 32              | 124                   |         | 32         | 107        | 27         |
| 1999 | 6.065    | 4.176.371 | 0,1      | 48        | 13              | 35              | 126                   |         | 36         | 98         | 27         |
| 2000 | 5.821    | 4.176.371 | 0,1      | 48        | 13              | 35              | 121                   |         | 36         | 95         | 27         |
| 2001 | 5.498    | 4.162.790 | 0,1      | 47        | 14              | 33              | 116                   |         | 34         | 96         | 27         |
| 2002 | 5.499    | 4.148.227 | 0,1      | 46        | 23              | 23              | 119                   |         | 23         | 94         | 27         |
| 2003 | 5.492    | 4.142.157 | 0,1      | 48        | 18              | 30              | 114                   |         | 30         | 92         | 26         |
| 2004 | 5.407    | 4.125.762 | 0,1      | 49        | 21              | 28              | 110                   |         | 28         | 93         | 26         |
| 2010 | 4.910    | 4.058.752 | 0,1      | 43        | 12              | 31              | 114                   | 1       | 32         | 82         | 28         |
| 2014 | 4.539    | 3.991.819 | 0,1      | 37        | 11              | 26              | 122                   | 2       | 27         | 62         | 26         |